# فان مينغ
فان مينغ (بالصينية: 范明) هو سياسي صيني، ولد في 4 ديسمبر 1914 في الصين، وتوفي في 23 فبراير 2010. حزبياً، نشط في الحزب الشيوعي الصيني. وقد انتخب عضو مجلس الشعب الصيني ‏ خلال فترته النيابية وانتخب عضو في اللجنة الوطنية لجمهورية الصين الشعبية خلال فترته النيابية ‏.